# Bruch (Francja)
Bruch – miejscowość i gmina we Francji, w regionie Nowa Akwitania, w departamencie Lot i Garonna.
Według danych na rok 1990 gminę zamieszkiwały 703 osoby, a gęstość zaludnienia wynosiła 44 osób/km² (wśród 2290 gmin Akwitanii Bruch plasuje się na 576. miejscu pod względem liczby ludności, natomiast pod względem powierzchni na miejscu 703.).